# 袁尚
袁尚（？—207年），字显甫，東漢末年人物，袁紹之第三子，生母劉氏。是袁譚之異母弟，袁熙同母弟。

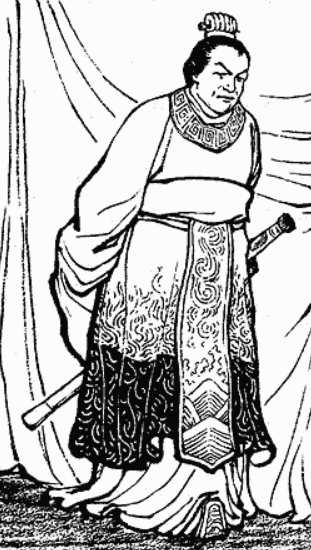
连环画《三国演义》（1957年版）中的袁尚画像

## 生平

### 繼承嗣位
建安五年（200年），袁紹在官渡之戰兵敗，之後在建安七年（202年）袁紹憂憤而死。袁紹以袁尚美貌及後妻劉氏所喜愛而欲立為繼承人，但並未正式表態。眾人因袁譚為長子欲立為繼承人，但逢紀、審配一派與辛評、郭圖、袁譚一派不和，逢紀等因為懼怕袁譚即位後加害，私下改袁紹遺命，立袁尚繼位。

### 大舉攻曹
袁譚不能繼位，於是自稱車騎將軍，駐屯黎陽。袁尚不給袁譚多兵，並派逢紀跟隨，但及後因審配拒絕袁譚增兵的要求，而令逢紀被殺，二人更生嫌隙。202年，曹操攻袁譚，袁譚向袁尚求救，袁尚害怕袁譚得到士兵後不還，於是派審配留守，自領士兵救援。同時派河東太守郭援與支持袁氏的并州刺史高幹及南匈奴單于呼廚泉共攻河東，並與關中諸將馬騰等聯合出兵。曹操派鍾繇對抗，鍾繇派張既勸說馬騰支持。馬騰成功被說服，並派馬超、龐德救援鍾繇。鍾繇趁郭援渡河時攻擊，大破郭援軍，龐德更將郭援斬首。南單于見郭援被殺，自動投降。建安八年（203年），曹操攻黎陽，大敗袁尚和袁譚，二人退守鄴。曹操追擊到鄴，並收割麥田，却被袁尚所败。此時曹軍諸將都希望乘勢消滅袁氏殘餘勢力，但曹操最終依從郭嘉之計，撤軍任由袁尚與袁譚自相殘殺。

### 形勢崩潰
在抗曹戰役之後，袁譚要求袁尚增送鎧甲及士兵，但遭拒絕。在郭圖、辛評挑撥下，袁譚攻袁尚，但戰敗，退回南皮。王修率兵救援袁譚，並勸導兄弟應和睦；荊州牧劉表亦寫信給袁尚和袁譚，勸他們齊心，努力經營現在所領有的地區，但二人都不接納。袁尚及後大舉進攻，袁譚戰敗而退回平原據守。袁尚進而圍城，袁譚於是派遣辛毗向曹操求援。但辛毗見曹操後反而建議曹操應以此機會吞併河北，曹操於是派大軍攻袁尚，袁尚立即回到鄴。呂翔、呂曠叛變歸順曹操。建安九年（204年），袁尚再攻平原，命蘇由、審配守鄴，曹操攻鄴，蘇由欲叛，事敗出逃。曹操破尹楷、沮鵠，韓范、梁岐，張燕投降，皆獲封賞。袁尚領兵來救，命李孚入城通知審配聯合攻擊，但袁尚被曹操擊敗。審配姪守將審榮引兵入城，審配被斬。袁尚命牽招向高幹求援，被拒絕，牽招投降曹操。袁尚投奔袁熙。

### 輾轉逃亡
建安十年（205年）袁熙部下焦觸、張南叛變，袁熙和袁尚逃到烏桓。建安十二年（207年），田疇幫助曹操為響導偷襲柳城，之後袁熙、袁尚與其盟軍烏桓蹋頓、遼西單于樓班、右北平單于烏延共數萬騎遇上曹操軍並引發白狼山之戰，曹操大將張遼斬蹋頓。隨後袁尚又與袁熙逃到遼東，投靠公孫康並覬覦其位，曹操以隔岸觀火之計不出擊，讓公孫康殺了兄弟倆，再將他們的首級獻給曹操表態歸順，北方統一。
袁熙、袁尚被公孫康生擒時坐在冷冰冰的地上，袁尚問公孫康取蓆，公孙康說：「頭顱方行萬里，何席之為？」，於是二人被斬首送給曹操。

## 部下
- 郭援，領兵南下，與舅父鍾繇交戰，為龐德所殺。
- 逢紀，助袁尚繼位，派往袁譚處監軍，袁譚求兵不遂被殺。
- 審配，助袁尚繼位，曹操攻來時堅守鄴。城破被擒遭斬首。
- 審榮，曹操攻鄴時引兵入城。
- 呂翔，曹操攻鄴時投降。
- 呂曠，曹操攻鄴時投降。
- 馬延，曹操攻鄴時臨陣投降，引起袁尚士兵潰敗。
- 張顗，曹操攻鄴時臨陣投降，引起袁尚士兵潰敗。
- 郭昭，袁紹、袁尚屬下，任射聲校尉。曹操攻鄴時臨陣投降，引起袁尚士兵潰敗。
- 牽招，袁尚命牽招向高幹求援被拒絕後投降曹操。
- 李孚，袁尚命李孚入城通知審配聯合攻擊，後助曹操在袁譚死後安撫南皮民眾。
- 蘇由，曹操攻鄴時欲開城投降，事敗出逃。
- 尹楷，通上黨到達鄴糧道，為曹操擊敗。
- 沮鵠，守邯鄲，為曹操擊敗。
- 韓範，曹操攻鄴時投降，大加封賞以作榜樣。
- 梁岐，曹操攻鄴時投降，大加封賞以作榜樣。
- 高蕃，魏郡太守，屯兵河上阻礙曹軍用水道運糧，為李典與程昱渡河擊敗。

## 影视
- 2010年《三国》：张吉饰演袁尚
- 2013年《新洛神》：郑鹏飞饰演袁尚
- 2014年《曹操》：李俊博饰演袁尚

## 漫畫
- 《火鳳燎原》（陳某）：於董卓火燒洛陽時登場，曾敗於當時為偽呂布的張遼手下。

## 评价
- 刘表：“君度数弘广，绰然有馀。”
- 魚豢《典略》：“尚为人有勇力。”
- 毛宗岗：“彼袁氏者，绍与术既相左于前，谭与尚复相争于后，各自矛盾，以贻敌人之利，岂不重可惜哉！”“善处人骨肉之间者，其惟王修乎！若执从父之见，则当以袁尚为嗣；若执立长之说，则当以袁谭为嗣。然使谭而能为泰伯，则尚可受之；谭而不能为泰伯，则尚不宜受之矣。使尚而能为叔齐，则谭可取之；尚而不能为叔齐，则谭不宜争之矣。故审配之助弟以攻兄者，非也；郭图之助兄以攻弟者，亦非也；惟王修之言，为金玉之论云。”
- 钟敬伯：“袁氏兄弟亦有诡计，毕竟死于公孙氏手，以公孙氏计更诡也。”